# Ledian Memushaj
Ledian Memushaj (ur. 7 grudnia 1986 we Wlorze) – albański piłkarz grający na pozycji pomocnika w Delfino Pescara 1936.

## Kariera klubowa
Memushaj zaczął profesjonalną karierę w 2003 roku w Sarzanese Calcio. Grał w nim do 2008, kiedy trafił do innego czwartoligowca – Valle d’Aosta. 10 września 2009 podpisał kontrakt z grającym wówczas w Serie B Paganese Calcio. 9 lipca 2010 przeszedł do pierwszoligowego Chievo Verona na zasadzie wolnego transferu. Zimą 2011 został wypożyczony do Portogruaro. 28 lipca 2011 trafił do Carpi, a 27 lipca 2012 trafił do US Lecce, z którym podpisał trzyletni kontrakt, jednakże połowę praw do zawodnika wciąż miało Chievo. 20 lipca 2013 Lecce uzyskało pełne prawa do Memushaja, a 10 dni później wypożyczyło go do Carpi. We wrześniu 2014 przeszedł do Pescary. W sierpniu 2017 został wypożyczony do Benevento Calcio z obowiązkiem wykupu, jednak po okresie wypożyczenia wrócił do Pescary.

## Kariera reprezentacyjna
W reprezentacji Albanii zadebiutował 17 listopada 2010 w meczu z Macedonią. W czerwcu 2016 znalazł się w grupie 23 zawodników powołanych na Euro 2016.

## Życie osobiste
Ma brata Eranda.